# International Love
"International Love" é o terceiro single do rapper americano  Pitbull para o álbum Planet Pit. Conta com a participação de Chris Brown. Foi lançado em 29 de maio de 2011 como o primeiro single promocional de seu álbum. No entanto, em 11 de outubro de 2011 o single começou a ser tocado na rádio rítmica dos Estados Unidos. Debutou no número 59 na Billboard Hot 100 nos Estados Unidos. Foi escrito por Pitbull, Soulshock, Biker Peter, Hurley Sean e Claude Kelly, e foi produzido por Soulshock, Biker e Hurley.

## Desempenho nas paradas musicais
| Parada musical (2011)                         | Melhor Posição |
| --------------------------------------------- | -------------- |
| Austrália (ARIA)                              | 48             |
| Áustria (Ö3 Austria Top 75)                   | 32             |
| Bélgica (Ultratip Bubbling Under de Flandres) | 14             |
| Bélgica (Ultratip Bubbling Under da Valônia)  | 9              |
| Canadian Hot 100                              | 17             |
| Dinamarca (Hitlisten)                         | 39             |
| França (SNEP)                                 | 42             |
| Países Baixos (Dutch Top 40)                  | 35             |
| Nova Zelândia (Recorded Music NZ)             | 39             |
| Polônia                                       | 3              |
| Espanha (PROMUSICAE)                          | 44             |
| Suíça (Schweizer Hitparade)                   | 46             |
| Billboard Hot 100                             | 13             |
| Billboard Pop Songs                           | 30             |